# ČRo Radiožurnál
ČRo Radiožurnál – całodobowa, publiczna czeska rozgłośnia radiowa o profilu informacyjnym, należąca do nadawcy Český rozhlas.